# Ádám Hanga
Ádám Hanga (* 12. April 1989 in Budapest) ist ein ungarischer Basketballspieler. Hanga spielte zunächst in seiner Heimat, bevor er im NBA-Draftverfahren 2011 von San Antonio Spurs ausgewählt wurde, aber nicht in die USA wechselte, sondern in der Folge meist in der spanischen Liga ACB sowie in der EuroLeague spielte. Er wurde als bester Verteidiger der EuroLeague-Saison 2016/17 geehrt.

## Karriere
Hanga ist der Sohn einer ungarischen Mutter und eines aus Äquatorialguinea stammenden Vaters, der jedoch in seine Heimat zurückkehrte, als Hanga drei Jahre alt war. Nachdem es Hanga in die ungarische U16-Jugendauswahl geschafft hatte, wechselte er schließlich aus der Hauptstadt nach Székesfehérvár, wo er sich dem dortigen Spitzenklub Albacomp anschloss. Mit 17 Jahren spielte er in dessen Farmteam in der zweithöchsten Spielklasse und hatte einzelne Einsätze beim Vizemeister Albacomp in der höchsten Spielklasse NB I. A. In der darauffolgenden Saison 2007/08 wurde er bereits vornehmlich in der ersten Mannschaft eingesetzt, die vom dritten Hauptrunden-Platz aus in das Play-off-Halbfinale zurückkehrte, welches man im Vorjahr verpasst hatte. In den folgenden Jahren verpasste man die Spitzenplatzierungen, bevor man in der Saison 2010/11 sowohl das Finale im nationalen Pokalwettbewerb als auch in der Meisterschaft erreichte. Beide Endspiele gingen gegen Szolnoki Olaj KK verloren. Von den Jugend- und Junioren-Nationalmannschaften war Hanga in den Kreis der Herren-Nationalmannschaft aufgerückt, in der er in der EM-Qualifikation im Sommer 2009 debütierte. Wie auch zwei Jahre später bei der EM-Qualifikation 2011 verpasste Ungarn die Qualifikation für die Endrunde.
Hanga war bereits 2009 und 2011 zum Eurocamp nach Treviso eingeladen worden, einer Talentsichtung, zu der auch Scouts aus der nordamerikanischen Liga NBA anreisen, um die talentiertesten Spieler aus Europa anzuschauen. Trotzdem war es eine große Überraschung, dass Hanga 2011 im Draftverfahren der NBA an vorletzter Stelle, allerdings noch vor Isaiah Thomas, von den San Antonio Spurs ausgewählt wurde. Damit war Hanga der erste Ungar, der in einem NBA-Draft ausgewählt worden war. Hanga hatte aber bereits zuvor einen Vertrag in Manresa bei Bàsquet Assignia unterschrieben und die Spurs zeigten kein besonderes Interesse, Hanga sofort in ihren Kader zu holen. So spielte Hanga die folgenden beiden Saisons für den katalanischen Klub in der höchsten spanischen Spielklasse Liga ACB. Nach dem zwölften Platz mit Manresa in der Saison 2011/12 scheiterte Hanga mit der ungarischen Auswahl erneut in der EM-Qualifikation. Auch mit seinem Verein lief es anschließend nicht sehr gut, denn die Mannschaft rutschte in der folgenden Saison nach nur sechs Saisonsiegen auf den letzten Tabellenplatz ab und konnte den Klassenerhalt nur durch die mangelnde Lizenzerteilung der sportlichen Aufsteiger bewerkstelligen. Hanga selbst hatte sich jedoch zu einem Leistungsträger der Mannschaft entwickelt und wurde am 31. Spieltag auf Basis seiner Effektivität zum Jugador de la Jornada gekürt, gleichbedeutend mit einer Auszeichnung als bester Spieler des Spieltags.
Nach dem Ende seines zweijährigen Vertrags 2013 blieb Hanga in Spanien und wechselte ins Baskenland zum Spitzenklub Saski Baskonia aus Vitoria-Gasteiz, der damals noch unter dem Sponsorennamen Laboral Kutxa firmierte. Die Basken waren zudem ständiges Mitglied im höchstrangigen europäischen Vereinswettbewerb EuroLeague, so dass Hanga nun auch seine ersten Spiele in internationalen Vereinswettbewerben absolvierte. In der EuroLeague-Saison 2013/14 erreichten die Basken in der zweiten Gruppenphase der 16 besten Mannschaften nur noch fünf Siege in 14 Spielen und den vorletzten Platz ihrer Zwischenrundengruppe. In der spanischen Meisterschaft lief es nur wenig besser, als man nach dem sechsten Hauptrundenplatz in der ersten Play-off-Runde sieglos gegen den späteren Titelgewinner FC Barcelona blieb und ausschied. Hanga, dessen Einsatzzeiten und durchschnittliche Punktausbeute gegenüber dem Vorjahr in Manresa sich beinahe halbiert hatten, ging zur Saison 2014/15 auf Leihbasis in die italienische Lega Basket Serie A zum früheren italienischen Pokalsieger Felice Scandone aus Avellino in Kampanien, das unter dem Namen Sidigas firmierte. Mit Hanga konnte sich die Mannschaft nicht verbessern und verpasste mit erneut zwölf Saisonsiegen wiederum auf dem zwölften Tabellenplatz den Einzug in die Play-offs. Stattdessen spielte Hanga die Playoffs bei Laboral Kutxa, zu dem er zurückgekehrt war, absolvierte aber nur noch ein Spiel, als die Mannschaft erneut als Tabellensechster in der ersten Playoff-Runde diesmal nach drei Spielen gegen den EuroLeague-Konkurrenten Unicaja Málaga verlor.
Zur folgenden Saison erreichte die Mannschaft unter Trainer-Rückkehrer Velimir Perasović sowie mit unter anderem Ioannis Bourousis in der EuroLeague-Saison 2015/16 erstmals seit 2008 das Final Four, das in der Berliner Mercedes-Benz Arena ausgetragen wurde. Nach der Halbfinalniederlage nach Verlängerung gegen Fenerbahçe SK gab sich Laboral Kutxa auch im Spiel um den dritten Platz Lok Kuban geschlagen. In der Liga ACB erreichte man die Play-off-Halbfinalserie gegen Vizemeister FC Barcelona, die in vier von fünf möglichen Spielen verloren ging. Nach der erfolgreichen Saison verließen jedoch Trainer Perasović sowie die besten Spieler, unter anderem wechselte der Lette Dāvis Bertāns zu den San Antonio Spurs in die NBA, den Verein, der sich zudem vom langjährigen Namenssponsor Laboral Kutxa trennte, der aus der Caja Laboral hervorgegangen war. Auch Hanga sollte den Verein wechseln und machte Schlagzeilen mit einem vorgeschlagenen Tauschgeschäft mit dem FC Barcelona. Zwar sind im Basketball Tauschhandel zwischen Spielern in der NBA sogar die Regel, doch in diesem Fall wollte der baskische Vereinspräsident vorgeblich zwei Fußballspieler des FC Barcelona gegen Hanga eingetauscht wissen. Der Wechsel platzte schließlich und in der EuroLeague-Saison 2016/17 erreichte die ansonsten recht neu zusammengestellte Mannschaft auf dem siebten Platz die Play-offs, wo man im Viertelfinale sieglos gegen Titelverteidiger PBK ZSKA Moskau blieb. Hanga selbst wurde als bester Verteidiger der Saison geehrt. Als Mannschaftskapitän erreichte Hanga am 34. und letzten Hauptrundenspieltag der Liga ACB erneut die Auszeichnung als Jugador de la Jornada und wurde zudem in die Mejor Quinteto, als in die ACB-Mannschaft des Jahres, gewählt.  Als Hauptrundenzweiter erreichten die Basken in den Play-offs erneut die Halbfinalserie. Nachdem sein früherer Mannschaftskamerad Bertāns im Jahr zuvor bereits den Sprung in den NBA-Kader der Spurs geschafft hatte, wolle auch Hanga zur folgenden Saison seinen Wechsel in die NBA vorantreiben. Zuvor trat die ungarische Nationalmannschaft mit Hanga nach der erfolgreichen EM-Qualifikation im Sommer 2016 aber bei der EM-Endrunde erstmals nach 18 Jahren wieder bei einer Endrunde mit den besten Nationalmannschaften an.
Der an ins Auge gefasste Wechsel in die NBA wurde nicht vollzogen, Hanga unterschrieb im Sommer 2017 einen Vertrag beim FC Barcelona. Vier Jahre blieb er bei der katalanischen Mannschaft, gewann in dieser Zeit einen spanischen Meistertitel (2021) sowie errang 2018, 2019 und 2021 den Sieg im spanischen Pokalwettbewerb. 2019 unterzeichnete der Ungar in Barcelona eine Vertragsverlängerung für drei Jahre, allerdings wurde die Verbindung 2021 gelöst und Hanga ging zum Erzrivalen Real Madrid. 2021 errang er mit den Hauptstädtern den Sieg im spanischen Supercup, im Juni 2022 kam der spanische Meistertitel mit Real hinzu. Im Mai 2023 gewann Hanga mit Madrid die EuroLeague.
In der Sommerpause 2023 nahm er ein Angebot von KK Roter Stern Belgrad an. Ein Jahr später ging er nach Spanien zurück und schloss sich Joventut de Badalona an.